# FA Cup (Thailand) 2015
Der thailändische FA Cup 2015 (thailändisch ไทยเอฟเอคัพ) war die 20. Saison eines Ko-Fußballwettbewerbs in Thailand. Der FA Cup wurde von der Thai Beverage gesponsert und war aus  Sponsoringzwecken als Chang FA Cup bekannt. Das Turnier wurde vom thailändischen Fußballverband organisiert. Das Turnier begann mit der  Qualifikationsrunde am 4. März 2015 und endete mit dem Finale am 26. Dezember 2015. Dem Pokalsieger qualifizierte sich für die Play-off-Spiele der AFC Champions League.

## Termine
| Runde               | Datum                      |
| ------------------- | -------------------------- |
| Qualifikationsrunde | 4. März 2015 18. März 2015 |
| 1. Runde            | 24. Juni 2015              |
| 2. Runde            | 29. Juli 2015              |
| Achtelfinale        | 12. August 2015            |
| Viertelfinale       | 23. September 2015         |
| Halbfinale          | 2. Dezember 2015           |
| Finale              | 26. Dezember 2015          |

## Qualifikationsrunde
|                              | Ergebnis        |                                             |
| ---------------------------- | --------------- | ------------------------------------------- |
| 4. März 2015                 |                 |                                             |
| Loei City FC                 | 4:0             | Globlex TWD                                 |
| Satun United FC              | 5:0             | Institute of Physical Education Samutsakhon |
| Krung Thonburi FC            | 0:1             | Ranong United FC                            |
| Bangkok Christian College FC | 0:1             | Assumption United FC                        |
| Phanthong FC                 | 1:1 (4:3 i. E.) | Pattaya United                              |
| Ubon UMT United              | 7:0             | Sing Ubon                                   |
| Samut Sakhon FC              | 1:0             | Kaeng Khoi TRU                              |
| Phuket FC                    | *               | Prachuap FC                                 |
| 18. März 2015                |                 |                                             |
| Krabi FC                     | 3:3 (4:3 i. E.) | Ayutthaya FC                                |

* Phuket FC kam eine Runde weiter, da Prachuap FC nicht antrat.

## 1. Runde
|                              | Ergebnis        |                                                 |
| ---------------------------- | --------------- | ----------------------------------------------- |
| 24. Juni 2015                |                 |                                                 |
| Hua Hin City FC              | 1:1 (4:5 i. E.) | Nonthaburi FC                                   |
| Loei City FC                 | 0:4             | Suphanburi FC                                   |
| Royal Thai Fleet FC          | 2:2 (2:4 i. E.) | Krabi FC                                        |
| Samut Prakan FC              | 0:2             | Bangkok Glass                                   |
| Thai Honda Ladkrabang        | 2:1             | Lampang FC                                      |
| Satun United FC              | 6:0             | Nan FC                                          |
| RBAC FC                      | 2:4             | Samut Sakhon FC                                 |
| Rangsit FC                   | 1:1 (5:4 i. E.) | Nara United FC                                  |
| Phanthong FC                 | 4:0             | PTU Pathum Thani Seeker FC                      |
| Nongbua Pitchaya FC          | 1:1 (2:4 i. E.) | Kamphaengphet FC                                |
| Sisaket FC                   | 1:0             | Ubon UMT United                                 |
| Rayong FC                    | 0:1             | Ratchaburi Mitr Phol                            |
| Nakhon Pathom United FC      | 2:1             | PTT Rayong FC                                   |
| Chainat FC                   | 4:0             | Vongchavalitkul University                      |
| Thailand Tobacco Monopoly FC | 1:1 (5:3 i. E.) | Ranong United FC                                |
| Songkhla United FC           | 3:4             | Raj-Pracha FC                                   |
| Phitsanulok TSY              | 1:0             | Jim Thompson Farm                               |
| Chiangrai United             | 5:0             | Wangmun Subdistrict Administrative Organization |
| Khon Kaen United FC          | 0:2             | Muangthong United                               |
| Osotspa M-150                | 4:1             | Uttaradit FC                                    |
| BEC Tero Sasana FC           | 2:2 (2:4 i. E.) | Police United                                   |
| Samut Songkhram BTU          | 1:0             | Rangsit University                              |
| Buriram United               | 3:0 n. V.       | Bangkok United                                  |
| Chiangmai FC                 | 1:3             | Air Force Central                               |
| Nakhon Ratchasima FC         | 2:1             | Angthong FC                                     |
| Sukhothai FC                 | 2:0             | J.W. Police FC                                  |
| Phuket FC                    | 6:5             | Assumption United FC                            |
| Army United                  | 3:0             | Kasetsart University FC                         |
| Bangkok FC                   | 0:1             | TOT SC                                          |
| Chonburi FC                  | 1:0             | Khon Kaen FC                                    |
| Thai Port FC                 | 3:1             | BBCU FC                                         |
| Royal Thai Navy              | *               | Gulf Saraburi FC                                |

* Royal Thai Navy kam eine Runde weiter, da Gulf Saraburi nicht angetreten ist.

## 2. Runde
|                              | Ergebnis        |                         |
| ---------------------------- | --------------- | ----------------------- |
| 29. Juli 2015                |                 |                         |
| Raj-Pracha FC                | 2:2 (2:3 i. E.) | Thai Honda Ladkrabang   |
| Police United                | 7:2             | Phanthong FC            |
| Thailand Tobacco Monopoly FC | 2:4             | Sisaket FC              |
| Ratchaburi Mitr Phol         | 1:0             | Satun United FC         |
| Samut Songkhram BTU          | 1:0             | Nonthaburi FC           |
| Samut Sakhon FC              | 2:3             | Chiangrai United        |
| Buriram United               | 2:0             | Nakhon Ratchasima FC    |
| Chainat FC                   | 2:0             | Phuket FC               |
| Krabi FC                     | 1:0             | Air Force Central       |
| Phitsanulok TSY              | 1:1 (1:3 i. E.) | Kamphaengphet FC        |
| Osotspa M-150                | 3:0 n. V.       | Nakhon Pathom United FC |
| Bangkok Glass                | 3:1             | Rangsit FC              |
| Sukhothai FC                 | 1:2             | Chonburi FC             |
| Thai Port                    | 3:3 (8:7 i. E.) | TOT SC                  |
| Army United                  | 2:0             | Suphanburi FC           |
| Muangthong United            | 3:1             | Royal Thai Navy         |

## Achtelfinale
|                      | Ergebnis  |                       |
| -------------------- | --------- | --------------------- |
| 12. August 2015      |           |                       |
| Sisaket FC           | 2:3 n. V. | Chonburi FC           |
| Chiangrai United     | 2:1       | Kamphaengphet FC      |
| Chainat FC           | 3:1       | Thai Honda Ladkrabang |
| Ratchaburi Mitr Phol | 4:2       | Samut Songkhram BTU   |
| Police United        | 2:0       | Krabi FC              |
| Muangthong United    | 1:0       | Osotspa M-150         |
| Army United          | 2:1       | Thai Port FC          |
| Bangkok Glass        | 1:3       | Buriram United        |

## Viertelfinale
|                    | Ergebnis  |                      |
| ------------------ | --------- | -------------------- |
| 23. September 2015 |           |                      |
| Chainat FC         | 4:3       | Ratchaburi Mitr Phol |
| Muangthong United  | 1:0       | Chiangrai United     |
| Police United      | 1:2 n. V. | Army United          |
| Chonburi FC        | 0:1       | Buriram United       |

## Halbfinale
|                   | Ergebnis |             |
| ----------------- | -------- | ----------- |
| 2. Dezember 2015  |          |             |
| Buriram United    | 2:0      | Chainat FC  |
| Muangthong United | 2:1      | Army United |

## Finale
| Paarung           | Buriram United – Muangthong United |
| Ergebnis          | 3:1 (1:0) |
| Datum             | 26. Dezember 2015 |
| Stadion           | Suphachalasai Stadium, Bangkok |
| Tore              | 1:0 Andrés Túñez (44.+1') 2:0 Go Seul-ki (51.) 3:0 Jakkaphan Kaewprom (71.) 3:1 Mario Gjurovski (81.) |
| Buriram United    | Siwarak Tedsungnoen – Suree Sukha, Andrés Túñez, Koravit Namwiset – Anawin Jujeen (73. Narubadin Weerawatnodom), Jakkaphan Kaewprom, Go Seul-ki (76. Chaowat Veerachat), Suchao Nuchnum , Theerathon Bunmathan – Diogo (94. Anon Amornlerdsak), Gilberto Macena Cheftrainer: Alexandre Gama ( Brasilien) |
| Muangthong United | Kawin Thamsatchanan – Piyaphon Phanichakul, Naoaki Aoyama, Atit Daosawang, Kim Dong-jin – Kasidech Wettayawong (82. Suporn Peenagatapho), Thitipan Puangchan, Seksit Srisai (64. Chananan Pombuppha), Mario Gjurovski – Teerasil Dangda , Cleiton Silva Cheftrainer: Dragan Talajić ( Kroatien)          |
| Gelbe Karten      | Anawin Jujeen (42.), Chaowat Veerachat (89.) – Mario Gjurovski (75.), Thitipan Puangchan (86.) |
| Platzverweise     | keine – Mario Gjurovski (90.) |

### Auswechselspieler
| Auswechselspieler | Auswechselspieler |
| --- | --- |
| Buriram United | Muangthong United |
| - Kwanchai Suklom - Narubadin Weerawatnodom (73.) ▲ - Chitipat Tanklang - Surat Sukha - Sittichok Kannoo - Nukoolkit Krutyai - Chaowat Veerachat (76.) ▲ - Anon Amornlerdsak (94.) ▲ - Patipan Un-Op | - Visanusak Kaewruang - Datsakorn Thonglao - Phitiwat Sukjitthammakul - Chananan Pombuppha (64.) ▲ - Suphan Thongsong - Sarawut Kanlayanabandit - Suriya Singmui - Suporn Peenagatapho (82.) ▲ - Patiphan Pinsermsootsri |